# Chelonus insuetus
Chelonus insuetus är en stekelart som beskrevs av Mccomb 1968. Chelonus insuetus ingår i släktet Chelonus och familjen bracksteklar. Inga underarter finns listade i Catalogue of Life.